# 報道ギャング ABSURD!
『報道ギャング ABSURD!』（ほうどうギャング アブサード!）は、米原秀幸による日本の漫画作品。『プレイコミック』（秋田書店）にて、2010年12月号から2013年5月号まで連載。開始から2号連続で表紙・巻頭カラーとなっている。これまで『週刊少年チャンピオン』（秋田書店）をはじめチャンピオン系列での連載をしてきた作者としては、初めて『プレイコミック』での連載となった。
作者の過去の作品である『ウダウダやってるヒマはねェ!』のサブキャラクターであった蘭岳 四郎と松郷 勇を主人公に据えたスピンオフ作品で、同作から十数年後の社会人になったキャラクター達の生き方を描いている。

## ストーリー
松郷勇は、妻と2人の子供のいる平凡なサラリーマン。平穏な日々を過ごしていたが、会社をリストラされ、路頭に迷う。そんな折、学生時代の仲間である蘭岳四郎と再会。松郷がカメラの営業マンをしていたと聞いた四郎は、自分の仕事を手伝うように持ちかける。その仕事とは、過激な映像を撮るため、危険を冒すアンダーグラウンドのジャーナリストだった。家族との平和な暮らしを守るため、松郷は四郎の危険な仕事を手伝うことになる。

## 登場人物
四郎 / 蘭岳 四郎（らんだけ しろう）
過激な映像を追い求めるフリーのアンダーグラウンド・ジャーナリスト。無茶をする性格は学生時代と変わらず、普通なら撮れないような映像を撮影し、テレビ局等に送りつけてくるため、業界の人間からは「ABSURD」という異名を付けられている。愛車は三菱のギャランGTO。
Jソン / 松郷 勇（ジェイソン / まつごう いさむ）
30代半ばの元サラリーマン。学生時代のあだ名は「Jソン」。高校時代はかなりの無茶をしていたが、物語開始時には結婚し2人の子供のいるサラリーマンになっていた。しかし、会社をリストラされ、次の仕事も見つからず、失業保険も切れかかっていたため、途方に暮れていたところ、同じ高校で一緒に無茶をしていた蘭岳四郎と再会。その仕事を手伝うことになる。会社に勤めていたころは、業界向けのビデオカメラの営業マンをしており、当時のツテでカメラを安く入手できる。リストラされ、四郎と共に危険な仕事に携わっていることは家族には内緒にしている。四郎が今のような無茶な仕事をしているのは、金だけでなく充実感を求めているのだろうと考えているが、それだけでなく追い求めている被写体があるのだろうとも思っている。
サカキ
モミアゲを伸ばした男。四郎にアンダーグラウンド情報を売っている。四郎はサカキから得た情報を元に映像を撮り、それをマスコミに売った代金の1割をサカキに渡している。愛車はブガッティのヴェイロン。
三上 礼二（みかみ れいじ）
松郷と四郎の学生時代の先輩で、松郷にとって憧れの人。長髪で、眉間から左頬にかけて長い傷がある。高校を卒業後、「A級闘度（エイキュウトウド）」というロックバンドのギタリストとなった。
蘭岳 宗一（らんだけ そういち）
四郎の兄で、蘭岳4兄弟の長兄。N県知事。
弐乃 学（にだい まなぶ）
松郷と四郎の学生時代の仲間。殺し屋をしており、依頼者と標的の双方の事情を調べてから仕事を遂行するかどうかを決めている。自称・「町の殺し屋さん」。
赤城 直巳（あかぎ なおみ）
松郷の学生時代の同級生。19歳でプロボクサーとしてデビューするが、事故で右足を複雑骨折しリングから遠ざかっていた。
鈴木 来夢（すずき らいむ）
小柄な女性で、松郷の学生時代の同級生。ジャーナリストグループ「ジョーカー」を結成し、活動している。

## 用語・設定
ショック・ウェイブ
サカキが四郎に売った情報の1つ。ABSURDに対抗するかのようにショッキングな映像をテレビ局に売るジャーナリスト。しかし、それはやらせで、捏造された映像だった。
現職の財務大臣の息子で、本名は内田正彦。14話で殺害される。
隊員サイコ
サカキが四郎に売った情報の1つ。多くの武器弾薬を盗み出した元・自衛隊員。四郎が撮影した映像は、上層部からのストップがかかったため放映されなかった。
ジョーカー
国際的ジャーナリストのグループ。ABSURDのライバル。

## 書誌情報
- 米原秀幸 『報道ギャング ABSURD!』 秋田書店〈プレイコミック・シリーズ〉、全5巻
  1. 2011年5月20日発売 ISBN 978-4-253-25015-3
  2. 2011年11月18日発売 ISBN 978-4-253-25016-0
  3. 2012年5月18日発売 ISBN 978-4-253-25017-7
  4. 2012年11月20日発売 ISBN 978-4-253-25018-4
  5. 2013年5月20日発売 ISBN 978-4-253-25019-1